# 潘切沃火车总站
潘切沃火车总站属于贝尔格莱德铁路枢纽，是贝尔格莱德中央站-弗尔沙茨火车站的沿线车站，位于潘切沃市，蒂米什河左岸。车站沿铁路通往潘切沃城际火车站、奥夫察火车站，以及巴纳特新村三个方向。潘切沃火车总站有15条轨道。